# Скурту-Маре (комуна)
Скурту-Маре (рум. Scurtu Mare) — комуна у повіті Телеорман в Румунії. До складу комуни входять такі села (дані про населення за 2002 рік):
- Албень (324 особи)
- Валя-Поштей (214 осіб)
- Дречешть (467 осіб)
- Негрілешть (244 особи)
- Скурту-Маре (546 осіб) — адміністративний центр комуни
- Скурту-Слевешть (355 осіб)

Комуна розташована на відстані 66 км на захід від Бухареста, 41 км на північ від Александрії, 115 км на схід від Крайови, 148 км на південь від Брашова.

## Населення
За даними перепису населення 2002 року у комуні проживали 2150 осіб, усі — румуни. Усі жителі комуни рідною мовою назвали румунську.
Склад населення комуни за віросповіданням:
| Релігія     | Кількість осіб | Відсоток |
| ----------- | -------------- | -------- |
| православні | 2137           | 99,4%    |
| адвентисти  | 11             | 0,5%     |
| бретрени    | 2              | 0,1%     |